# Serrallonga (Lleida)
Serrallonga és una partida de l'Horta de Lleida, de Lleida.
Limita amb les següents partides:
- Al nord amb la partides de Marimunt i Grealó.
- Al nord-est amb la partida de Llívia.
- A l'est amb la partida de La Plana de Lleida.
- Al sud amb la partida de Jesuset.
- Al sud-oest amb la partida de La Cort.
- A l'oest amb la partida de Marimunt.